# Эль-Пасо (Сесар)
Эль-Пасо (исп. El Paso) — город и муниципалитет на северо-востоке Колумбии, на территории департамента Сесар.

## История
Поселение из которого позднее вырос город было основано 1 сентября 1542 года. Муниципалитет Эль-Пасо был окончательно выделен в отдельную административную единицу в 1989 году (впервые в 1979 году).

## Географическое положение

Муниципалитет Эль-Пасо

Город расположен в западной части департамента, на расстоянии приблизительно 100 километров к юго-западу от Вальедупара, административного центра департамента. Абсолютная высота — 50 метров над уровнем моря.

Муниципалитет Эль-Пасо граничит на севере с муниципалитетами Вальедупар и Боскония, на северо-востоке — с муниципалитетами Ла-Пас и Агустин-Кодасси, на востоке — с муниципалитетами Ла-Хагуа-де-Ибирико и Бесерриль, на юге — с муниципалитетом Чиригуана, на юго-западе — с муниципалитетом Астреа, на западе — с территорией департамента Магдалена. Площадь муниципалитета составляет 823 км².

## Население
По данным Национального административного департамента статистики Колумбии, совокупная численность населения города и муниципалитета в 2012 году составляла 22 273 человек.
Динамика численности населения муниципалитета по годам:
| 2005   | 2006   | 2007   | 2008   | 2009   | 2010   | 2011   | 2012   |
| ------ | ------ | ------ | ------ | ------ | ------ | ------ | ------ |
| 20 808 | 21 041 | 21 270 | 21 484 | 21 689 | 21 884 | 22 082 | 22 273 |

Согласно данным переписи 2005 года мужчины составляли 50,8 % от населения Эль-Пасо, женщины — соответственно 49,2 %. В расовом отношении белые и метисы составляли 79,9 % от населения города; негры, мулаты и райсальцы — 20 %, индейцы — 0,1 %.
Уровень грамотности среди всего населения составлял 82,6 %.

## Экономика
Основу экономики Эль-Пасо составляют сельскохозяйственное производство и горнодобывающая промышленность.

49,9 % от общего числа городских и муниципальных предприятий составляют предприятия торговой сферы, 43,5 % — предприятия сферы обслуживания, 5,2 % — промышленные предприятия, 1,4 % — предприятия иных отраслей экономики.